# Smittoidea marmorea
Smittoidea marmorea är en mossdjursart som först beskrevs av Walter Douglas Hincks 1877.  Smittoidea marmorea ingår i släktet Smittoidea och familjen Smittinidae. Inga underarter finns listade i Catalogue of Life.